# Diecezja San Miguel
Diecezja San Miguel (łac. Dioecesis Sancti Michaëlis in Argentina) – diecezja Kościoła rzymskokatolickiego w Argentynie. Należy do metropolii Buenos Aires. Została erygowana bullą Tutius ut Consuleretur Pawła VI z 11 lipca 1978.